# لاتین متال
لاتین متال (انگلیسی: Latin metal) (اسپانیایی: metal latino‎, پرتغالی: metal latino-americano) زیرسبکی از موسیقی هوی متال با ریشه، تأثیرات و سازهای موسیقی لاتین است، مانند آواز اسپانیایی، پرکاشن لاتین و ریتم‌هایی مانند ریتم سالسا. برخی از گروه‌های موسیقی آمریکای جنوبی نیز تأثیرات و سازهای وام گرفته شده از موسیقی ملل و موسیقی قومی را اضافه می‌کنند که مربوط به سنت‌های موسیقی مردم بومی آمریکا است.